# Grand Prix cycliste de Montréal 2017
La 8e édition du Grand Prix cycliste de Montréal a lieu le 10 septembre 2017. Elle fait partie du calendrier UCI World Tour 2017 en catégorie 1.UWT.

## Équipes
| WorldTeams (18)- AG2R La Mondiale - Astana - Bahrain-Merida - BMC Racing Team - Bora-Hansgrohe - Cannondale-Drapac - FDJ - Lotto-Soudal - Movistar Team - Orica-Scott - Quick-Step Floors - Dimension Data - Katusha-Alpecin - Lotto NL-Jumbo - Sky - Team Sunweb - Trek-Segafredo - UAE Team Emirates Équipe continentale professionnelle- Israel Cycling Academy Équipe nationale- Canada |
| |

## Classements

### Classement final
| \| Classement général \| Classement général \| Classement général \| Classement général \| Classement général \| \| Coureur \| Coureur \| Pays \| Équipe \| Temps \| \| ------------------ \| ------------------ \| ------------------ \| ------------------ \| ------------------ \| \| 1er \| Diego Ulissi \| Italie \| UAE Team Emirates \| 5 h 22 min 29 s \| \| 2e \| Jesús Herrada \| Espagne \| Movistar Team \| + 0 s \| \| 3e \| Tom-Jelte Slagter \| Pays-Bas \| Cannondale-Drapac \| + 0 s \| \| 4e \| Jan Bakelants \| Belgique \| AG2R La Mondiale \| + 0 s \| \| 5e \| Bauke Mollema \| Pays-Bas \| Trek-Segafredo \| + 6 s \| \| 6e \| Tony Gallopin \| France \| Lotto-Soudal \| + 11 s \| \| 7e \| Greg Van Avermaet \| Belgique \| BMC Racing Team \| + 16 s \| \| 8e \| Michael Matthews \| Australie \| Team Sunweb \| + 16 s \| \| 9e \| Peter Sagan \| Slovaquie \| Bora-Hansgrohe \| + 16 s \| \| 10e \| Sep Vanmarcke \| Belgique \| Cannondale-Drapac \| + 16 s \| |                   |           |                   |                 |
| |                   |           |                   |                 |
| Source : ProCyclingStats |                   |           |                   |                 |
| Classement général |                   |           |                   |                 |
| Coureur | Coureur           | Pays      | Équipe            | Temps           |
| 1er | Diego Ulissi      | Italie    | UAE Team Emirates | 5 h 22 min 29 s |
| 2e | Jesús Herrada     | Espagne   | Movistar Team     | + 0 s           |
| 3e | Tom-Jelte Slagter | Pays-Bas  | Cannondale-Drapac | + 0 s           |
| 4e | Jan Bakelants     | Belgique  | AG2R La Mondiale  | + 0 s           |
| 5e | Bauke Mollema     | Pays-Bas  | Trek-Segafredo    | + 6 s           |
| 6e | Tony Gallopin     | France    | Lotto-Soudal      | + 11 s          |
| 7e | Greg Van Avermaet | Belgique  | BMC Racing Team   | + 16 s          |
| 8e | Michael Matthews  | Australie | Team Sunweb       | + 16 s          |
| 9e | Peter Sagan       | Slovaquie | Bora-Hansgrohe    | + 16 s          |
| 10e | Sep Vanmarcke     | Belgique  | Cannondale-Drapac | + 16 s          |

Meilleur grimpeur:  Bauke Mollema (Trek-Segafredo)
Meilleur canadien:  Antoine Duchesne (Équipe Canada)

## Liste des participants
- Liste de départ complète

| Légende | Légende                                                                       | Légende | Légende                                                    |
| ------- | ----------------------------------------------------------------------------- | ------- | ---------------------------------------------------------- |
| Num     | Dossard de départ porté par le coureur sur ce Grand Prix cycliste de Montréal | Pos     | Position à l'arrivée de la course                          |
|         | Indique un maillot de champion national ou mondial, suivi de sa spécialité    | NP      | Indique un coureur qui n'a pas pris le départ de la course |
| AB      | Indique un coureur qui n'a pas terminé la course                              | HD      | Indique un coureur qui a terminé la course hors des délais |

| Bora-Hansgrohe BOH                | Bora-Hansgrohe BOH      | Bora-Hansgrohe BOH |
| --------------------------------- | ----------------------- | ------------------ |
| Num                               | Coureur                 | Pos                |
| 1                                 | Greg Van Avermaet (BEL) | 7e                 |
| 2                                 | Jempy Drucker (LUX)     | AB                 |
| 3                                 | Amaël Moinard (FRA)     | AB                 |
| 4                                 | Manuel Quinziato (ITA)  | AB                 |
| 5                                 | Michael Schär (SUI)     | 47e                |
| 6                                 | Manuel Senni (ITA)      | AB                 |
| 7                                 | Dylan Teuns (BEL)       | 31e                |
| 8                                 | Danilo Wyss (SUI)       | 39e                |
| Directeur sportif : Fabio Baldato |                         |                    |

| BMC Racing BMC                 | BMC Racing BMC            | BMC Racing BMC |
| ------------------------------ | ------------------------- | -------------- |
| Num                            | Coureur                   | Pos            |
| 11                             | Peter Sagan (SVK)         | 9e             |
| 12                             | Juraj Sagan (SVK)         | AB             |
| 13                             | Maciej Bodnar (POL)       | AB             |
| 14                             | Marcus Burghardt (GER)    | AB             |
| 15                             | Jay McCarthy (AUS)        | 61e            |
| 16                             | Pascal Ackermann (GER)    | AB             |
| 17                             | Lukas Pöstlberger (AUT)   | 44e            |
| 18                             | Aleksejs Saramotins (LAT) | 78e            |
| Directeur sportif : Ján Valach |                           |                |

| Quick-Step Floors QST              | Quick-Step Floors QST    | Quick-Step Floors QST |
| ---------------------------------- | ------------------------ | --------------------- |
| Num                                | Coureur                  | Pos                   |
| 21                                 | Jack Bauer (NZL)         | 30e                   |
| 22                                 | Gianluca Brambilla (ITA) | 29e                   |
| 23                                 | Rémi Cavagna (FRA)       | 89e                   |
| 24                                 | Dries Devenyns (BEL)     | 25e                   |
| 25                                 | Fabio Sabatini (ITA)     | AB                    |
| 26                                 | Pieter Serry (BEL)       | 35e                   |
| 27                                 | Petr Vakoč (CZE)         | 13e                   |
| 28                                 | Julien Vermote (BEL)     | 36e                   |
| Directeur sportif : Davide Bramati |                          |                       |

| Sky SKY                            | Sky SKY                 | Sky SKY |
| ---------------------------------- | ----------------------- | ------- |
| Num                                | Coureur                 | Pos     |
| 31                                 | Sergio Henao (COL)      | 20e     |
| 32                                 | Ian Boswell (USA)       | AB      |
| 33                                 | Philip Deignan (IRL)    | AB      |
| 34                                 | Kenny Elissonde (FRA)   | 52e     |
| 35                                 | Michał Gołaś (POL)      | 45e     |
| 36                                 | Sebastián Henao (COL)   | 82e     |
| 37                                 | Peter Kennaugh (GBR)    | 33e     |
| 38                                 | Łukasz Wiśniowski (POL) | 80e     |
| Directeur sportif : Servais Knaven |                         |         |

| Sunweb SUN                       | Sunweb SUN             | Sunweb SUN |
| -------------------------------- | ---------------------- | ---------- |
| Num                              | Coureur                | Pos        |
| 41                               | Tom Dumoulin (NED)     | 28e        |
| 42                               | Nikias Arndt (GER)     | AB         |
| 43                               | Simon Geschke (GER)    | 56e        |
| 44                               | Michael Matthews (AUS) | 8e         |
| 45                               | Georg Preidler (AUT)   | AB         |
| 46                               | Mike Teunissen (NED)   | 99e        |
| 47                               | Albert Timmer (NED)    | AB         |
| 48                               | Zico Waeytens (BEL)    | AB         |
| Directeur sportif : Aike Visbeek |                        |            |

| Orica-Scott ORS                     | Orica-Scott ORS        | Orica-Scott ORS |
| ----------------------------------- | ---------------------- | --------------- |
| Num                                 | Coureur                | Pos             |
| 51                                  | Simon Gerrans (AUS)    | 66e             |
| 52                                  | Michael Albasini (SUI) | 43e             |
| 53                                  | Daryl Impey (RSA)      | 17e             |
| 54                                  | Rubén Plaza (ESP)      | AB              |
| 55                                  | Jens Keukeleire (BEL)  | 23e             |
| 56                                  | Roman Kreuziger (CZE)  | 27e             |
| 57                                  | Mitchell Docker (AUS)  | 63e             |
| 58                                  | Mathew Hayman (AUS)    | 98e             |
| Directeur sportif : Laurenzo Lapage |                        |                 |

| Movistar MOV                         | Movistar MOV             | Movistar MOV |
| ------------------------------------ | ------------------------ | ------------ |
| Num                                  | Coureur                  | Pos          |
| 61                                   | Jesús Herrada (ESP)      | 2e           |
| 62                                   | Winner Anacona (COL)     | 48e          |
| 63                                   | Carlos Barbero (ESP)     | 71e          |
| 64                                   | Nuno Bico (POR)          | 95e          |
| 65                                   | Héctor Carretero (ESP)   | AB           |
| 66                                   | Víctor de la Parte (ESP) | 94e          |
| 67                                   | José Herrada (ESP)       | 64e          |
| 68                                   | Jasha Sütterlin (GER)    | 34e          |
| Directeur sportif : José Luis Laguía |                          |              |

| Trek-Segafredo TFS                | Trek-Segafredo TFS    | Trek-Segafredo TFS |
| --------------------------------- | --------------------- | ------------------ |
| Num                               | Coureur               | Pos                |
| 71                                | Bauke Mollema (NED)   | 5e                 |
| 72                                | Marco Coledan (ITA)   | AB                 |
| 73                                | Fumiyuki Beppu (JPN)  | AB                 |
| 74                                | Gregory Daniel (USA)  | 101e               |
| 75                                | Fabio Felline (ITA)   | 85e                |
| 76                                | Ruben Guerreiro (POR) | AB                 |
| 77                                | Kiel Reijnen (USA)    | 100e               |
| 78                                | Jasper Stuyven (BEL)  | 14e                |
| Directeur sportif : Adriano Baffi |                       |                    |

| AG2R La Mondiale ALM           | AG2R La Mondiale ALM     | AG2R La Mondiale ALM |
| ------------------------------ | ------------------------ | -------------------- |
| Num                            | Coureur                  | Pos                  |
| 81                             | Oliver Naesen (BEL)      | 16e                  |
| 82                             | Jan Bakelants (BEL)      | 4e                   |
| 83                             | Gediminas Bagdonas (LTU) | AB                   |
| 84                             | Mathias Frank (SUI)      | 32e                  |
| 85                             | Cyril Gautier (FRA)      | 53e                  |
| 86                             | Ben Gastauer (LUX)       | 65e                  |
| 87                             | Christophe Riblon (FRA)  | AB                   |
| 88                             | Alexis Vuillermoz (FRA)  | 11e                  |
| Directeur sportif : Gilles Mas |                          |                      |

| Katusha-Alpecin KAT                    | Katusha-Alpecin KAT          | Katusha-Alpecin KAT |
| -------------------------------------- | ---------------------------- | ------------------- |
| Num                                    | Coureur                      | Pos                 |
| 91                                     | Simon Špilak (SLO)           | 60e                 |
| 92                                     | Maurits Lammertink (NED)     | 40e                 |
| 93                                     | Robert Kišerlovski (CRO)     | AB                  |
| 94                                     | Viatcheslav Kouznetsov (RUS) | AB                  |
| 95                                     | Baptiste Planckaert (BEL)    | 70e                 |
| 96                                     | Jhonatan Restrepo (COL)      | AB                  |
| 97                                     | Ángel Vicioso (ESP)          | AB                  |
| 98                                     | Rick Zabel (GER)             | AB                  |
| Directeur sportif : Guennadi Mikhailov |                              |                     |

| Cannondale-Drapac CDT              | Cannondale-Drapac CDT     | Cannondale-Drapac CDT |
| ---------------------------------- | ------------------------- | --------------------- |
| Num                                | Coureur                   | Pos                   |
| 101                                | Rigoberto Urán (COL)      | 24e                   |
| 102                                | Alberto Bettiol (ITA)     | 54e                   |
| 103                                | Lawson Craddock (USA)     | AB                    |
| 104                                | Alex Howes (USA)          | 58e                   |
| 105                                | Sebastian Langeveld (NED) | 87e                   |
| 106                                | Tom-Jelte Slagter (NED)   | 3e                    |
| 107                                | Sep Vanmarcke (BEL)       | 10e                   |
| 108                                | Nathan Brown (USA)        | AB                    |
| Directeur sportif : Fabrizio Guidi |                           |                       |

| Lotto NL-Jumbo TLJ                 | Lotto NL-Jumbo TLJ     | Lotto NL-Jumbo TLJ |
| ---------------------------------- | ---------------------- | ------------------ |
| Num                                | Coureur                | Pos                |
| 111                                | Maarten Wynants (BEL)  | 83e                |
| 112                                | Enrico Battaglin (ITA) | 81e                |
| 113                                | Twan Castelijns (NED)  | 92e                |
| 114                                | Tom Leezer (NED)       | AB                 |
| 115                                | Paul Martens (GER)     | 38e                |
| 116                                | Timo Roosen (NED)      | 74e                |
| 117                                | Bram Tankink (NED)     | 86e                |
| 118                                | Alexey Vermeulen (USA) | 72e                |
| Directeur sportif : Nico Verhoeven |                        |                    |

| UAE Emirates UAD                  | UAE Emirates UAD           | UAE Emirates UAD |
| --------------------------------- | -------------------------- | ---------------- |
| Num                               | Coureur                    | Pos              |
| 121                               | Diego Ulissi (ITA)         | 1er              |
| 122                               | Vegard Stake Laengen (NOR) | 88e              |
| 123                               | Valerio Conti (ITA)        | 41e              |
| 124                               | Kristijan Đurasek (CRO)    | AB               |
| 125                               | Marco Marcato (ITA)        | 57e              |
| 126                               | Simone Petilli (ITA)       | 73e              |
| 127                               | Edward Ravasi (ITA)        | AB               |
| 128                               | Ben Swift (GBR)            | AB               |
| Directeur sportif : Marco Marzano |                            |                  |

| Lotto-Soudal LTS                  | Lotto-Soudal LTS         | Lotto-Soudal LTS |
| --------------------------------- | ------------------------ | ---------------- |
| Num                               | Coureur                  | Pos              |
| 131                               | Tim Wellens (BEL)        | 12e              |
| 132                               | Lars Bak (DEN)           | 50e              |
| 133                               | Tiesj Benoot (BEL)       | 15e              |
| 134                               | Sean De Bie (BEL)        | 59e              |
| 135                               | Jasper De Buyst (BEL)    | AB               |
| 136                               | Tony Gallopin (FRA)      | 6e               |
| 137                               | Tosh Van der Sande (BEL) | AB               |
| 138                               | Jelle Vanendert (BEL)    | 22e              |
| Directeur sportif : Herman Frison |                          |                  |

| Bahrain-Merida TBM                   | Bahrain-Merida TBM      | Bahrain-Merida TBM |
| ------------------------------------ | ----------------------- | ------------------ |
| Num                                  | Coureur                 | Pos                |
| 141                                  | Enrico Gasparotto (ITA) | 77e                |
| 142                                  | Yukiya Arashiro (JPN)   | 62e                |
| 143                                  | Grega Bole (SLO)        | 26e                |
| 144                                  | Borut Božič (SLO)       | AB                 |
| 145                                  | Janez Brajkovič (SLO)   | 55e                |
| 146                                  | Sonny Colbrelli (ITA)   | 19e                |
| 147                                  | Heinrich Haussler (AUS) | 76e                |
| 148                                  | Luka Pibernik (SLO)     | 79e                |
| Directeur sportif : Philippe Mauduit |                         |                    |

| Astana AST                          | Astana AST                 | Astana AST |
| ----------------------------------- | -------------------------- | ---------- |
| Num                                 | Coureur                    | Pos        |
| 151                                 | Jakob Fuglsang (DEN)       | AB         |
| 152                                 | Andriy Grivko (UKR)        | 49e        |
| 153                                 | Dario Cataldo (ITA)        | AB         |
| 154                                 | Oscar Gatto (ITA)          | 46e        |
| 155                                 | Bakhtiyar Kozhatayev (KAZ) | AB         |
| 156                                 | Moreno Moser (ITA)         | 84e        |
| 157                                 | Paolo Tiralongo (ITA)      | AB         |
| 158                                 | Andrey Zeits (KAZ)         | 75e        |
| Directeur sportif : Dmitriy Fofonov |                            |            |

| FDJ                                 | FDJ                         | FDJ |
| ----------------------------------- | --------------------------- | --- |
| Num                                 | Coureur                     | Pos |
| 161                                 | Arnaud Démare (FRA)         | AB  |
| 162                                 | Ignatas Konovalovas (LTU)   | 93e |
| 163                                 | Matthieu Ladagnous (FRA)    | 68e |
| 164                                 | Olivier Le Gac (FRA)        | 91e |
| 165                                 | Kévin Réza (FRA)            | AB  |
| 166                                 | Sébastien Reichenbach (SUI) | 21e |
| 167                                 | Benoît Vaugrenard (FRA)     | AB  |
| 168                                 | Léo Vincent (FRA)           | AB  |
| Directeur sportif : Jussi Veikkanen |                             |     |

| Dimension Data DDD                 | Dimension Data DDD                | Dimension Data DDD |
| ---------------------------------- | --------------------------------- | ------------------ |
| Num                                | Coureur                           | Pos                |
| 171                                | Steve Cummings (GBR)              | 67e                |
| 172                                | Natnael Berhane (ERI)             | 96e                |
| 173                                | Tyler Farrar (USA)                | AB                 |
| 174                                | Nathan Haas (AUS)                 | 18e                |
| 175                                | Reinardt Janse van Rensburg (RSA) | 69e                |
| 176                                | Ben O'Connor (AUS)                | AB                 |
| 177                                | Kristian Sbaragli (ITA)           | AB                 |
| 178                                | Jacobus Venter (RSA)              | AB                 |
| Directeur sportif : Oliver Cookson |                                   |                    |

| Équipe canadienne CAN           | Équipe canadienne CAN    | Équipe canadienne CAN |
| ------------------------------- | ------------------------ | --------------------- |
| Num                             | Coureur                  | Pos                   |
| 181                             | Antoine Duchesne (CAN)   | 42e                   |
| 182                             | Ryan Anderson (CAN)      | AB                    |
| 183                             | Jack Burke (CAN)         | 90e                   |
| 184                             | Pier-André Côté (CAN)    | AB                    |
| 185                             | Alec Cowan (CAN)         | AB                    |
| 186                             | Matteo Dal-Cin (CAN)     | AB                    |
| 187                             | Bruno Langlois (CAN)     | 97e                   |
| 188                             | Marc-Antoine Soucy (CAN) | AB                    |
| Directeur sportif : Kevin Field |                          |                       |

| Israel Cycling Academy ICA          | Israel Cycling Academy ICA | Israel Cycling Academy ICA |
| ----------------------------------- | -------------------------- | -------------------------- |
| Num                                 | Coureur                    | Pos                        |
| 191                                 | Guillaume Boivin (CAN)     | 51e                        |
| 192                                 | Zakkari Dempster (AUS)     | AB                         |
| 193                                 | Krists Neilands (LAT)      | AB                         |
| 194                                 | Benjamin Perry (CAN)       | AB                         |
| 195                                 | Mihkel Räim (EST)          | AB                         |
| 196                                 | Guy Sagiv (ISR)            | AB                         |
| 197                                 | Dennis van Winden (NED)    | 37e                        |
| 198                                 | Tyler Williams (USA)       | AB                         |
| Directeur sportif : Kjell Carlström |                            |                            |